# خلية ديترويت النائمة
خلية ديترويت النائمة Detroit Sleeper Cell هي مجموعة أفراد ينحدرون من الشرق الأوسط تعتقد وزارة العدل الأمريكية تخطيطهم لهجوم إرهابي على ديزني لاند. أعضاء الخلية المزعومة هم فاروق علي حمود، أحمد حنان، كريم كبريتي، عبد الإله المردودي.